# Bracon trypanophorus
Bracon trypanophorus är en stekelart som beskrevs av Marshall 1897. Bracon trypanophorus ingår i släktet Bracon och familjen bracksteklar. Inga underarter finns listade.